# Johannes Proelß

Johannes Proelß

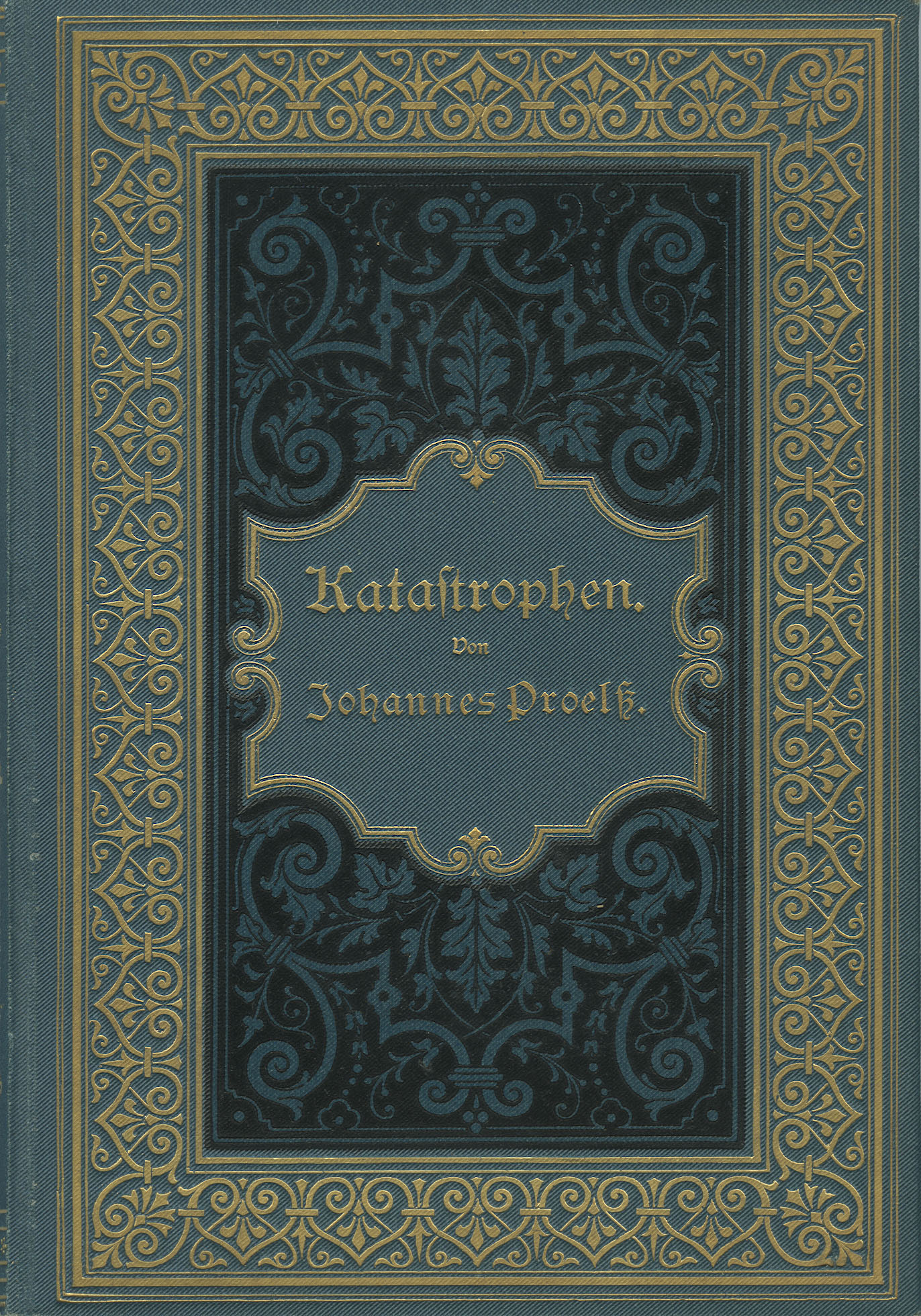
Johannes Proelß: Katastrophen

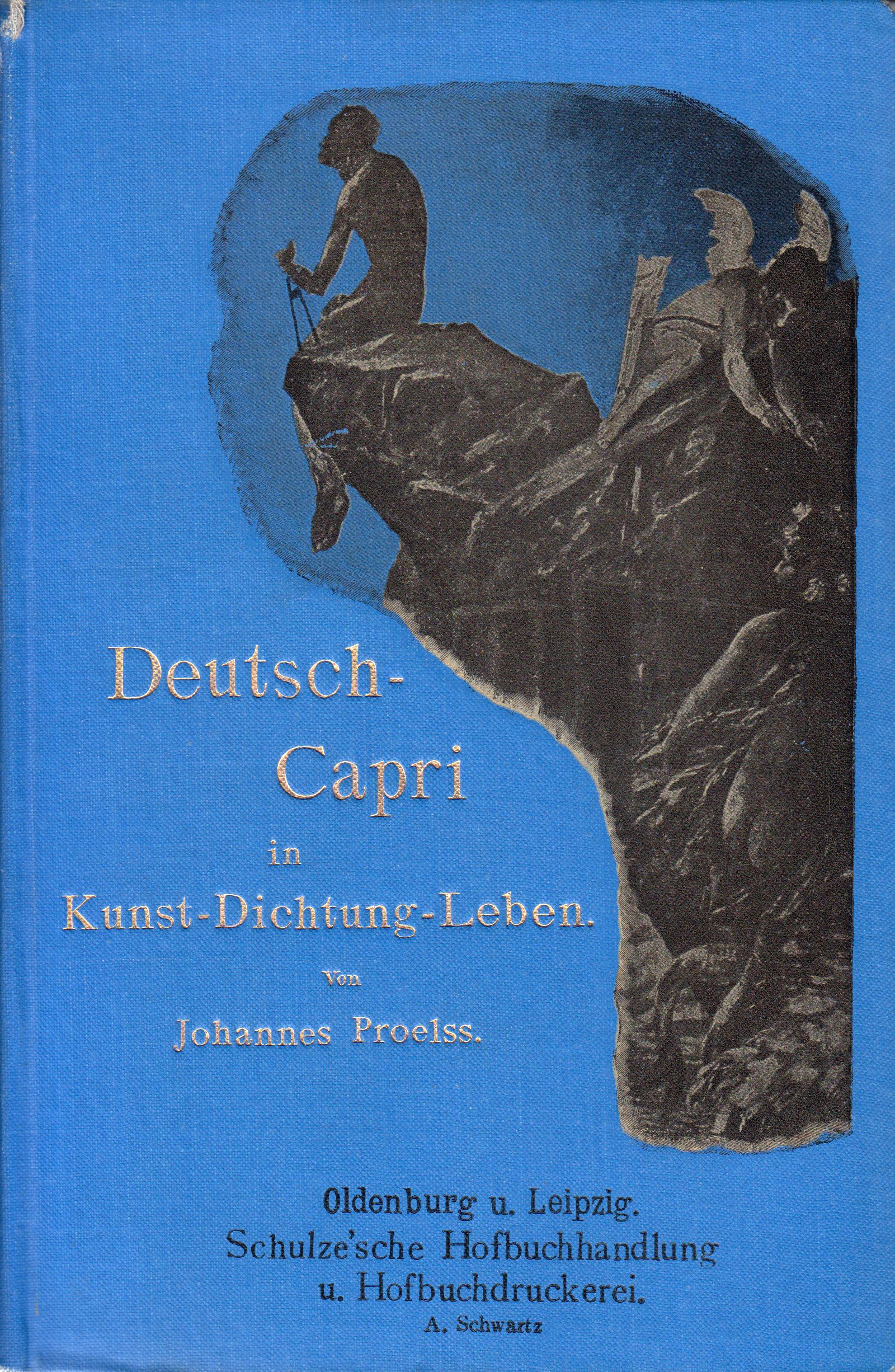
Johannes Proelß: Deutsch-Capri

Johannes Proelß (* 4. Juli 1853 in Dresden; † 21. September 1911 in Kennenburg bei Eßlingen am Neckar) war ein deutscher Schriftsteller, Übersetzer, Journalist und Literaturhistoriker.

## Leben und Werk
Johannes Proelß war der Sohn des Dresdner Kaufmanns, Dramaturgen, Theaterkritikers und -historikers Robert Prölß (1821–1906). Er studierte in Jena und Leipzig Philosophie und Geschichte und wollte ursprünglich Bibliothekar werden. Im Wesentlichen verdiente Proelß seinen Lebensunterhalt aber in den kommenden Jahren als Redakteur und Journalist. Ende 1875 trat er in die Redaktion des Börsenblatts für den Deutschen Buchhandel ein, redigierte von 1877 bis 1881 die Allgemeine literarische Korrespondenz. Am 1. Juli 1881 wechselte Proelß von Leipzig nach Frankfurt am Main, wo er die Redaktion des Feuilletons der Frankfurter Zeitung übernahm. Zehn Jahre später, 1891, ging er nach Stuttgart und arbeitete hier in der Redaktion der Zeitschrift Vom Fels zum Meer und für den Stuttgarter Verlag Union. Zwischen 1894 und 1903 leitete Proelß die Familienzeitschrift Die Gartenlaube. Seitdem lebte er als freier Schriftsteller.
Nachdem Karl Gutzkow im Dezember 1878 gestorben war, begann Proelß an einer umfassenden Gutzkow-Biographie zu arbeiten, die auf zwei Bände berechnet war. Proelß sammelte Informationen, Briefe und anderes Material bei noch lebenden Zeitgenossen Gutzkows und sah den Nachlass Gutzkows bei dessen Witwe in Frankfurt am Main durch. Er war der Erste, der im Archiv der Cotta’schen Verlagsbuchhandlung den ungedruckten Briefwechsel mit Gutzkow einsehen und benutzen konnte. Aus unbekannten Gründen blieb diese erste große Gutzkow-Biographie ungedruckt, obwohl mehrere bio-bibliographische Nachschlagewerke sie als erschienen angeben (Karl Gutzkow. Leben u. Werke. 2 Bde., 1880–1881). Die Teile über den jungen Gutzkow integrierte Proelß in sein 1892 herausgekommenes Werk Das junge Deutschland. Neben diesem für die damalige Literaturwissenschaft und Universitätsgermanistik bahnbrechenden Werk, das sich erstmals eingehend mit der jungdeutschen Literaturperiode zwischen 1830 und 1840 auseinandersetzt und in dessen Mittelpunkt Heinrich Heine und Ludwig Börne, vor allem aber Karl Gutzkow und Heinrich Laube stehen, gehören zu seinen wichtigen literaturhistorischen Arbeiten die über Joseph Victor von Scheffel und Friedrich Stoltze. Zudem stand er mit Wilhelm Busch in regem Briefkontakt.
Proelß verlegte seine Werke bei unterschiedlichen Verlagen, vor allem jedoch in dem von Alfred Bonz geleiteten und von dessen Vater Adolf Bonz gegründeten Verlagshaus Adolf Bonz & Comp. sowie dem von Felix August Matthaeus Liebeskind geleiteten Familienbetrieb, der später in der Cotta’sche Verlagsbuchhandlung aufging.
Proelß war seit dem 8. Juni 1882 mit Anna Creizenach (1859–1911) verheiratet, einer Tochter von Theodor Creizenach in Frankfurt am Main. Aus der Ehe gingen drei Kinder hervor.

## Schriften (Auswahl)

### Eigene Werke
- Katastrophen. Poetische Bilder aus unserer Zeit, Stuttgart 1883
- Trotz alledem!, (Gedichte), Sauerländer, Frankfurt am Main, 1886
- Scheffels Leben und Dichten, Berlin 1887
- Modelle, (Novellen), Freund & Jeckel, Berlin, 1891
- Das junge Deutschland, Stuttgart 1892
- Deutsch-Capri in Kunst, Dichtung, Leben. Oldenburg und Leipzig 1901
- Scheffel, ein Dichterleben, Stuttgart 1902
- Friedrich Stoltze und Frankfurt am Main, Frankfurt/Main 1905
- Zur Geschichte der Gartenlaube 1853–1903, Leipzig 1903
- Das Bild der Königin, (Roman), Bonz, Stuttgart, 1904
- Des Sängers Fluch : zur Aufhellung von Schillers Anteil an Uhlands Ballade. In: Rechenschaftsbericht / Schwäbischer Schillerverein Marbach/Stuttgart, Band 10, 1905, Seite 46–57.

### Übersetzungen und Herausgeberschaften
- Aziyadé, 1902; Übersetzung des Romans von Pierre Loti
- Reisebilder von Joseph Victor von Scheffel, 1887
- Gesammelte Werke von Joseph Victor von Scheffel mit einer Biographie von Johannes Proelß, 1887